# Ахмад Ахкар
Ахмад Ахкар (узб. Ahmad Ahqar), полное имя Ахмад Абдулхаким огли Ахкар (узб. Ahmad Abdulhakim oʻgʻli Ahqar) — узбекский поэт.
Родился в 1861 году в Каттакургане, в небольшом городке недалеко от Самарканда, Бухары и Карманы. Учился в медресе, кроме родного узбекского языка в совершенстве владел персидским и арабским языками, писал на этих языках стихи. Написал большой диван, состоящий из трёх тысяч миср, а также два сборника стихотворений на узбекском, персидском и арабском языках. Ахмад Ахкар также по данным его современников хорошо разбирался в геометрии и математике. Умер в 1919 году, предположительно в своём родном городе.